# Cantón de Baie-Mahault
El cantón de Baie-Mahault era una división administrativa francesa, que estaba situada en el departamento de Guadalupe y la región de Guadalupe.

## Composición
El cantón estaba formado por la comuna que le daba su nombre:
- Baie-Mahault

## Supresión del cantón de Baie-Mahault
En aplicación del Decreto nº 2014-235 de 24 de febrero de 2014, el cantón de Baie-Mahault fue suprimido el 22 de marzo de 2015 y su comuna fue dividido pasando a formar los nuevos cantones de Baie-Mahault-1 y Baie-Mahault-2.